# Estadi Palamós Costa Brava
Das Estadi Municipal Palamós Costa Brava (früher: Nou Estadi Municipal de Palamós) ist ein Fußballstadion in Palamós, Katalonien, Spanien. Es ist Heimat der spanischen Fußballvereine UE Costa Brava und Palamós CF.

## Geschichte
Das Stadion wurde am 29. August 1989 unter dem Namen Nou Estadi Municipal de Palamós eröffnet und wurde das neue Heimatstadion des Palamós CF. Im Eröffnungsspiel gewann der Palamós CF gegen den Nachbarn FC Barcelona mit 2:1.
Das erste Spiel am 10. September 1989 in der Segunda División gegen Levante UD endete mit einem 1:1-Unentschieden.
Am 7. Juli 2014 wurde das Stadion für die nächsten fünf Spielzeiten die neue Heimat von UE Llagostera (seit 2021 UE Costa Brava), da dessen eigentliches Stadion Estadi Municipal de Llagostera nicht den Kriterien der Segunda Division entspricht.
Am 2. August 2014 wurde das Stadion in Estadi Municipal Palamós Costa Brava umbenannt.

## Galerie

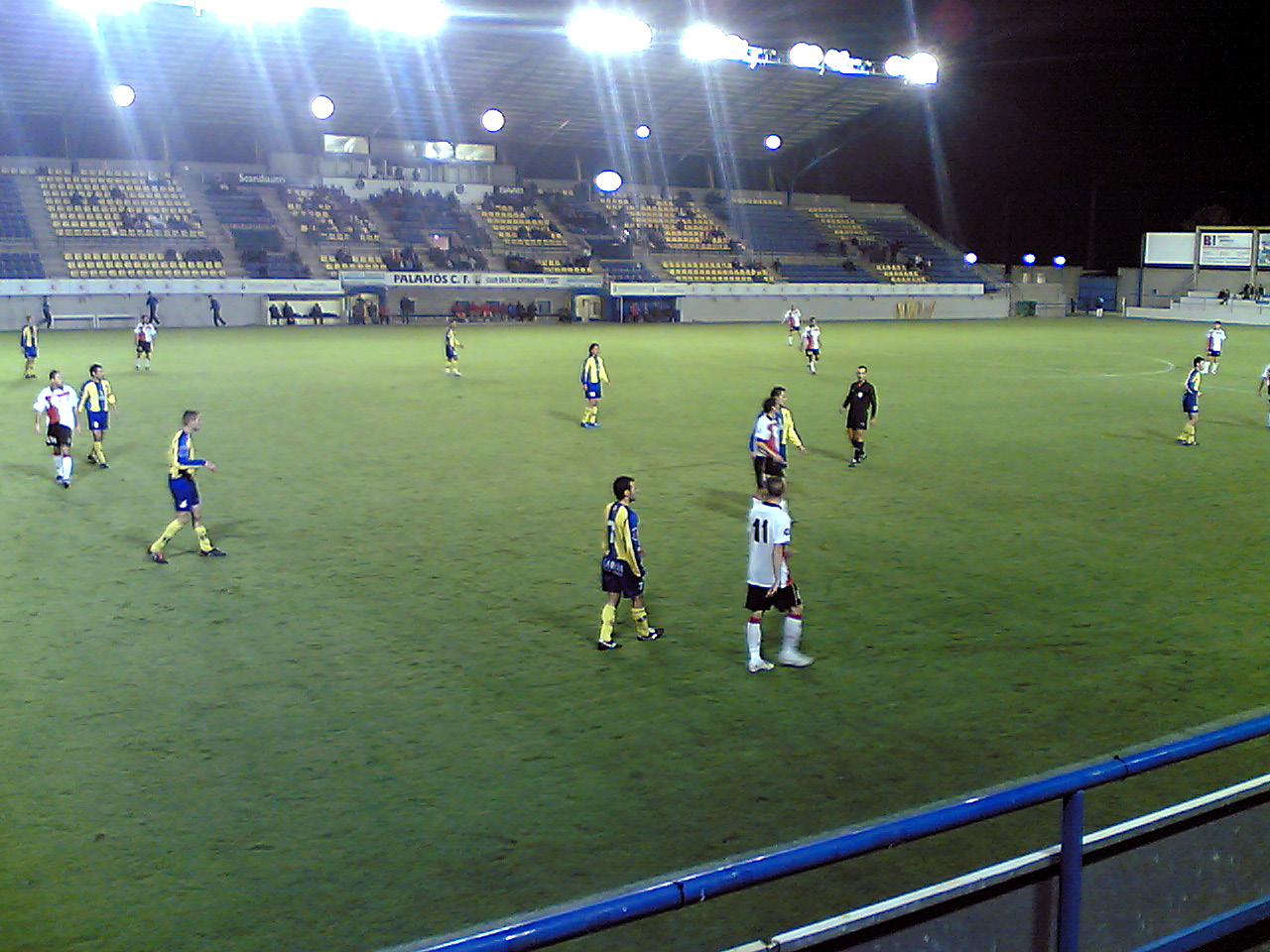
Spielszene des FC Palamós (2008)